# Metazygia pallidula
Metazygia pallidula là một loài nhện trong họ Araneidae.
Loài này thuộc chi Metazygia. Metazygia pallidula được Eugen von Keyserling miêu tả năm 1864.